# Bertrand-Dominique-Joachim de Logras
Bertrand-Dominique-Joachim de Logras, marquis d’Olhonce et conseiller au parlement de Navarre, est un homme politique navarrais et français, né le 10 janvier 1751 à Saint-Jean-Pied-de-Port (Royaume de Navarre) et mort à Pau (Basses-Pyrénées) le 18 octobre 1812.

## Biographie
Bertrand-Dominique-Joachim de Logras naît le 10 janvier 1751 à Saint-Jean-Pied-de-Port, au sein d'une famille noble du royaume de Navarre.
Après la mort de son père, en 1768, il prend le titre de marquis d'Olhonce et dès l'année suivante il participe aux États généraux de Navarre. Plus tard, en 1776, il est reçu comme conseiller au Parlement de Navarre à Pau.
Les États généraux de Navarre l'envoient à Paris en 1782 pour défendre la Constitution de Navarre « devant les ministres » du roi Louis XVI (Louis V de Navarre). Dans cette tâche, il fut assisté de l'avocat Étienne Polverel.
À Saint-Palais, le 15 juillet 1789, les États généraux de Navarre l'élisent représentant de la noblesse pour intégrer la députation envoyée à Paris, pour recevoir le serment du roi mais non pas pour participer aux États généraux du royaume de France. Il n'a pas non plus participé à l'Assemblée nationale constituante française, car la Navarre était un royaume indépendant et non une partie de la France. Dans ce contexte, l'Assemblée française a voté la suppression du titre de "roi de Navarre", entrainant la dissolution du Royaume de Navarre.
En 1791, à Saint-Pierre-d'Irube, il épousa Françoise d'Elissalde, fille d'un syndic général du Labourd, et la même année, ils furent tous deux arrêtés et emprisonnés sous l'accusation d' "aristocrates dangereux". Il disparut de la vie publique (il vécut à Paris entre 1802-1808) jusqu'en 1811 où il fut nommé membre du Conseil général des Basses-Pyrénées. Il meurt en fonction l'année suivante à Pau.
Il n'a pas d'enfant et son frère Clément hérite du marquisat d'Olhonce.